# شرق‌پور شریف
شرق پور شریف (به انگلیسی: Sharaqpur) یک شهرک در پاکستان است که در ناحیه شیخوپوره واقع شده‌است.